# Juan Tomis Stack
Juan Edmundo Tomis Stack (Bridgeport, Connecticut, Estados Unidos, 23 de noviembre de 1925 - Lambayeque, Perú, 29 de junio de 1986), conocido como Padre Juan Tomis, fue un sacerdote católico destacado por la diócesis de Bridgeport, Connecticut, como misionero en el norte peruano. Se le reconoce como el gran impulsor de la Parroquia San Juan María Vianney de Chiclayo (SJMV), Perú (1967-1986).
Su labor pastoral excedió los límites de su parroquia para llegar a sectores vulnerables donde hubieran enfermos, presos, discapacitados, o desplazados, que respondieron a su mensaje incondicionalmente, porque supo utilizar el lenguaje “de corazón a corazón,” de un pastor que hablaba más con el ejemplo de su trabajo que por la fluidez de un idioma que no era el suyo. 
Tomis fue formado en tiempos en que la Iglesia Católica se preparaba para grandes reformas eclesiásticas que resultaron en el Concilio Vaticano II, vivió en un país donde emergían grandes líderes de las luchas por los derechos civiles de los años sesenta, migró a Perú en tiempos de gobiernos de facto, era consciente de la persecución a sacerdotes católicos en Latinoamérica, y de los asesinatos de misioneros como P. Stanley Rother (1963), P. Rutilio Grande (1977), y Monseñor Romero (1980).
Durante su trabajo de 19 años frente a la parroquia SJMV, de Chiclayo, Tomis fue conocido por su vida austera así como por su desbordante energía y carisma que le permitieron ser pionero en diversas iniciativas de justicia social, como los vasos de leche gratis para los niños, comedores populares, recuperación escolar durante las vacaciones de verano, consultorios médicos y legales gratuitos, biblioteca pública, guardería infantil, colegios en barrios marginales, Santa Misa en la cárcel de Chiclayo, olimpiadas para discapacitados, Santa Misa en vivo por televisión, entre otros.

## Infancia y juventud
Nació el 23 de noviembre de 1925 en la ciudad de Bridgeport, Connecticut, Estados Unidos. Fue el tercero de cinco hijos del matrimonio de inmigrantes eslovacos Bartolomé Tomis (n. 1887) y Verónica Stack (n. 1900).  Al igual que sus hermanos Albert, Mary, William“Bill” y Frank, fue bautizado en la iglesia local de Santos Cirilo y Metodio, el 6 de diciembre de 1925. Sus padres se encuentran enterrados en el camposanto de la misma iglesia.
Tomis tuvo su educación primaria en la escuela parroquial Sts. Cyril and Methodius Grammar School (1930-39), y luego asistió a la escuela secundaria Warren Harding High School (1940-43). Junto a sus hermanos, fue parte de los clubes de Boy Scouts de su comunidad.
Bridgeport, Connecticut, es considerado como uno de los primeros lugares de migración de Eslovaquia a Estados Unidos. La Parroquia Santos Cyril and Methodius, conocidos como los “Apóstoles de los Eslavos,” se convirtió en parroquia nacional eslovaca, donde los católicos de ese país no solo practicaban su fe sino también sus tradiciones.    

Es nuestra oración, que Monseñor Tomis sea bendecido con muchos años más de buena salud en el patio del Señor, donde, como dice su tradición eslovaca, lo hace todo. ¡Za Boha A Národ! (¡Por Dios y la Nación!)  -De la carta de los hermanos Tomis a la Parroquia SJMV.

Sus estudios superiores se completaron con filosofía en St. Thomas Seminary en Bloomfield, Connecticut, y teología en el St. Mary's Seminary en Baltimore, Maryland.

## Formación y Carrera Sacerdotal
18 de mayo de 1950. Ordenado sacerdote diocesano en la Catedral de San José, Hartford, CT, por Monseñor Henry J. O’Brien, Obispo de Hartford. 
29 de mayo de 1950. Asistente de la Parroquia San José, en Brookfield, CT.
18 de septiembre de 1954. Asistente en la parroquia San Benedicto, Stamford, CT.
24 de septiembre de 1955. Asistente en la parroquia Holy Name of Jesus, Stratford, CT.
17 de junio de 1963. Asignado a la Misión Santa Cruz, Cajamarca, Perú.
21 de agosto de 1966. Párroco de la Iglesia La Inmaculada, Santa Cruz, Cajamarca, Perú.
31 de agosto de 1967, Párroco fundador de la parroquia San Juan María Vianney de Chiclayo, Perú.
10 de noviembre de 1979. Designado como Prelado de Honor por el Papa Juan Pablo II.
29 de junio de 1986. Fallece después de 36 años de vida sacerdotal, 23 de los cuales fueron dedicados al trabajo misionero y pastoral en Perú.

## Misionero en Perú

##### El Perú de Bridgeport
La preocupación del Vaticano en los países de América Latina había crecido con los Papas Pío XII y Juan XXIII y continuó durante el pontificado de Pablo VI. Movido por el Concilio Vaticano II, y por el llamado de la Iglesia para la ayuda misionera, Mons. Walter W. Curtis y el clero de la Diócesis de Bridgeport resolvieron el 29 de marzo de 1963 comenzar el trabajo misionero en América Latina. 
Uno de los primeros voluntarios para esta misión fue el Rev. Juan Tomis, quien escribió: “Le aseguro, Obispo, estoy muy feliz de ofrecer mis servicios en el sacerdocio en cualquier capacidad que pueda ser de mayor utilidad a Dios y su Iglesia. Siempre he tenido la mayor admiración por los misioneros que se han dado a la Iglesia en tierras extranjeras.”
Cuatro días más tarde, el Obispo Curtis recibió una carta de Mons. Rómulo Carboni, Nuncio Apostólico en Lima, donde solicitaba ayuda para sus áreas sin sacerdotes, como la Hacienda Pucalá, un área grande de plantaciones de caña de azúcar y de algodón; y Santa Cruz de Cajamarca, un pueblo de montaña y sus alrededores, ambos en la Diócesis de Chiclayo.
El proyecto de la nueva diócesis en el Perú se anunció el 7 de junio de 1963, y suscitó la inmediata respuesta positiva por parte de los católicos del condado de Fairfield. Las donaciones, promesas de oraciones y asistencia financiera pronto entraron en las oficinas diocesanas, mientras que clubes de la misión y las sociedades se formaron en las escuelas católicas y las parroquias de la diócesis.
En la noche del 7 de julio de 1963, acompañados en el aeropuerto de Idlewild (ahora J.F. Kennedy Airport) por sus amigos y familiares, hermanos sacerdotes, y el Obispo Curtis, los tres sacerdotes de Bridgeport abordaron el vuelo para el Perú. Ellos eran: John Horgan, Robert Luther, y Juan Tomis.

##### Misionero en Santa Cruz
Después de pocos meses en Lima, aprendiendo el idioma español, los tres misioneros de Bridgeport partieron hacia Cajamarca, el 2 de diciembre de 1963.
Los sacerdotes llegaron a la misión de Santa Cruz, de la arquidiócesis de Chiclayo bajo la jurisdicción de su pastor Eclesiástico el Arzobispo Monseñor Daniel Figueroa Villón. Padre Horgan fue nombrado superior del pequeño grupo por el obispo Curtis. Sin embargo, nada fue como lo esperado. John Horgan reportó: "Es como la Luna. Las condiciones dentro de la ciudad son primitivas. No hay electricidad, a excepción de unas pocas luces de la calle en los caminos de tierra golpeada, no hay gasolina, ni agua corriente en la ciudad.” Las iglesias, construidas en tiempos de la colonia española, no tenían pilas bautismales, ni candelabros. 
En estos primeros tiempos, Tomis se ocupó de conocer a sus nuevos feligreses visitando los caseríos colindantes que correspondían al territorio eclesiástico de la parroquia. Debemos recordar que en los años 60 no fue fácil navegar los caminos rurales – pero de hecho – ese sacrificio que Tomis asumió, fue provechoso para que él conociera mejor y más de cerca la dureza de la vida que llevaban aquellos hijos de Dios a quienes él fue enviado. Cada día el Tomis ahondaba en su corazón el amor de Cristo para sus hermanos y así llegó a querer entregarse más y más en servirles. Se podría decir que, a imitación de Cristo, Tomis se “encarnó” en la cultura y la vida de los miembros de esa parroquia hasta terminar enamorado de su comunidad, por lo que solía referirse a la Misión de Santa Cruz como “Mi primer amor.”
El 17 de junio de 1963, Tomis fue nombrado párroco y se esmeró en renovar el templo para un mejor espacio donde celebrar la Eucaristía y los sacramentos y, posteriormente, en construir el templo de La Inmaculada, que fue propiamente la nueva parroquia.
De Bridgeport llegaron los utensilios litúrgicos, sin embargo, Tomis tuvo que enfrentar una nueva realidad. Gran parte de las donaciones fueron robadas de la iglesia ya que la gente no tenía nada. Incluso las velas del altar fueron robadas de los altares, porque el pueblo no había visto nunca antes objetos de tanta belleza como las velas de cera pura de abejas. Sin embargo, eso no amedrentó su entusiasmo. Los cruceños evocan a Tomis con respeto porque ningún distrito de Santa Cruz se quedó sin su visita; a pie, a lomo de caballo, o a lomo de mula, siempre llegaba a sembrar esperanza y alegría en los corazones.

##### Mi familia de Dios
Tomis fue destacado a fundar una nueva parroquia en la zona oeste de Chiclayo, donde nuevas poblaciones emergían a raíz de la migración de la sierra a la costa y a los programas de vivienda social impulsados por el presidente en curso, Arq. Andrés Belaúnde Terry. La Parroquia San Juan María Vianney Archivado el 17 de junio de 2020 en Wayback Machine. inicia sus actividades oficialmente el 8 de diciembre de 1967.
Los primeros meses de la nueva misión fueron promisorios. La Diócesis de Chiclayo había donado la tierra para la nueva parroquia del área que había sido reservada para el nuevo seminario diocesano Santo Toribio de Mogrovejo.  Los fieles empezaron a unirse a la Eucaristía celebrada en la calle o a la sombra de un árbol, porque aún no existía ninguna capilla. Tomis solía convocar a la Santa Misa recorriendo personalmente las calles tocando una campanita, y así con perseverancia, dedicación y amor se fue construyendo las bases de la gran parroquia a la que muy pronto llamaría “Mi familia de Dios”.
No pasó mucho tiempo para que Tomis se diera cuenta que su trabajo sería más arduo de lo esperado porque encontró la indiferencia general de la gente. Los católicos no tenían el sentido de pertenencia a cualquier parroquia o iglesia individual. La mayoría de la gente aparecía en cualquier iglesia sólo para una gran festividad, ocasiones como la celebración de los sacramentos, Semana Santa, o cuando los servicios eran necesarios para la vida de alguien, como bautismos, matrimonios, y funerales. Quienes estuvieron a su lado en esos inicios, recuerdan oírle decir “Oh My ¡Cuánto hay que hacer en esta tierra! ”  
Tomis, puso entonces, mucho énfasis en la creación y marcha del Concejo Parroquial, que era el organismo encargado del desarrollo del Plan Pastoral que se elaboraba a principios de cada año. Este Concejo velaba por el desarrollo de las diferentes actividades parroquiales, por la administración económica, la construcción de las nuevas capillas, y por cubrir sus necesidades. 
Como párroco, Tomis demostró ser un trabajador incansable, mucho más de lo que los ciudadanos esperaban de un sacerdote, siempre atento a las necesidades de la gente, siempre involucrado en nuevos proyectos parroquiales, y dispuesto a conseguir la ayuda necesaria para realizarlos. Y es que esa energía era motivada por las múltiples necesidades de su gente, las cuales él conocía de primera mano por sus constantes visitas y recorridos personales a su parroquia. Su lema era "Si no vives para servir, no sirves para vivir,” que repitió en cada oportunidad hasta que se convirtió en el llamado a la acción de todos los voluntarios que incondicionalmente apoyaban su labor.

Por su gran éxito, Tomis modestamente, no se atribuía el crédito sino que solía decir que todo era posible por los “maravillosos laicos en la parroquia. Son increíbles. Son tan generosos con su tiempo y con todo el dinero que pueden dar. Yo simplemente no podría hacerlo sin ellos”.
La Parroquia San Juan María Vianney, tuvo como primer párroco a Monseñor Juan Tomis Stack, quien estuvo al frente de ella hasta la hora de su muerte ocurrida el 29 de junio de 1986.

## Parroquia San Juan María Vianney de Chiclayo
La célebre promesa hecha por San Juan María Vianney a un niño, en el camino hacia su nueva parroquia en un pueblo de Francia: “Enséñame el camino a Ars, y yo te enseñaré el camino hacia el cielo”, fue asumida por Tomis a cabalidad: Comprometía a jóvenes y adultos al trabajo voluntario y así les enseñaba el valor del servicio. Impulsaba proyectos mientras los participantes descubrían sus talentos y habilidades. Lideraba marchas de oración por casos de injusticia, mientras los asistentes aprendían el valor de la solidaridad. Exigía respeto a los sacramentos y actividades litúrgicas y así la feligresía se comportaba como una verdadera iglesia.

##### Consultorio Dental gratuito
En agosto de 1972, después de celebrar una boda, Tomis notó que entre los asistentes había varios profesionales, así que no dudó en invitarlos a apoyarle en sus proyectos sociales. Uno de ellos era el consultorio dental. Quienes respondieron a su llamado, recuerdan su entusiasmo arrollador así como su franqueza al advertirles que él no poseía nada para empezar. Sin embargo, sus obras ya eran conocidas por la colectividad y fueron la garantía para que las donaciones llegaran, los voluntarios ofrecieran sus servicios, y el consultorio pudiera abrir sus puertas en octubre de 1972.
Los pacientes en su mayoría eran gente de pocos recursos económicos. No obstante, Tomis se preocupaba de que el tratamiento sea el mejor, siempre consiguiendo los recursos para asegurar materiales y medicinas de calidad. De sus contactos en Estados Unidos, se logró una unidad dental y su respectivo sillón con equipo médico adicional para el consultorio.

##### Clubes de Madres
En 1973, las religiosas de la Congregación de Hermanas María Reparadora, tenían a cargo el club de madres, en donde se conocieron varias señoras muy entusiastas. Tomis asumió el club como parte de su trabajo pastoral porque a él le afectaba mucho la situación de las familias más pobres de la parroquia, especialmente aquellas que recién se instalaban en terrenos baldíos alrededor. Se acercaba a estas familias expuestas a la intemperie o en precarias casitas de esteras y cartones y les llevaba alimentos, atención médica, los acogía con delicadeza atendiendo primero a los más pequeños. Él sabía que “Para los hombres es imposible, más para Dios, no; porque todas las cosas son posibles para Dios” (Mc. 10:27). Eran años en que el gobierno peruano era asumido tras golpes militares. Sin embargo, Tomis sembró la semilla del servicio, adecuándose a los tiempos, las circunstancias, y a los cambios sociales y políticos. 
Rápidamente, los clubes de madres pasaron a ser un gran alivio a las poblaciones de los pueblos jóvenes porque se les repartía las dotaciones que Caritas Chiclayo proporcionaba, y además también se dictaban cursos de tejidos, manualidades, costura, cosmetología, primeros auxilios, y otros. Se llegó a tener siete comedores parroquiales donde se atendían a familias completas, ancianos, y personas en riesgo, brindándoles no solo bienestar material sino también espiritual y la bienvenida a ser miembros activos en la vida parroquial. 
Tomis fue pionero de los programas de vaso de leche en Lambayeque, porque bajo su liderazgo se pudo alimentar a miles de niños en sus comedores populares.

##### Guardería Santa Ana
Tomis había observado que muchos niños pasaban gran parte del día en abandono porque sus madres salían a trabajar. Entonces tuvo el sueño de crear una guardería infantil donde, tanto las madres como sus hijos, fueran beneficiados con un hogar de protección y cariño. Así, un 8 de septiembre de 1985, con un grupo de siete niños, se inauguró la Guardería “Santa Ana”, ubicada en el pueblo 9 de Octubre de Chiclayo. Pronto llegó el momento de conseguir quién los cuidara porque el número de niños crecía cada día. Las Hermanas Josefinas de la Caridad respondieron al llamado de Tomis para el cuidado de los pequeños. 
Para alimentarlos, un pequeño auto Volkswagen recorría Chiclayo, visitando a personas que sin ninguna publicidad y sin ruido alguno contribuían con alimentos, tanto de sus empresas como de sus propios bolsillos. Aun cuando los víveres se agotaban, siempre había alguien que hacía una donación a última hora y los niños nunca se quedaron sin comer. Tomis visitaba la guardería cada mañana, se sentaba en una de las pequeñas sillas de los niños y permitía que ellos lo abrazaran y jugaran con él como un buen padre hace con sus hijos. Actualmente, la guardería está a cargo del Ministerio de Educación de Lambayeque.

##### Grupos Juveniles
Tres años después de fundada la parroquia, Tomis supo que debía canalizar la energía, la alegría, e ideales de los jóvenes, por lo que fundó el primer grupo juvenil llamado “Juventud Inquieta Cristiana (JIC) y posteriormente el grupo juvenil "Paz y Amor". Con la construcción de nuevas capillas en diferentes sectores de la parroquia, nuevos grupos juveniles se fueron creando a los que Tomis nunca dejaba de visitar a pesar de su recargada agenda: Grupo Universitario Cristiano, Grupo Juvenil Juan Pablo II de José Olaya, Hermanos en Cristo HERCRIS, Club de Perseverancia, fueron los más notables.  
Algunos de los eventos que más entusiasmaban a los jóvenes fueron: la puesta en escena de la obras teatrales “La barca sin pescador” y “El médico a palos”; el concurso teatral para representar la vida del Santo Cura de Ars; los Rosarios en Vivo con más de 150 jóvenes; el Rosario de Colores representando los continentes, el Rosario Misionero, y el Rosario de la Aurora en el mes de mayo; el Vía Crucis en Semana Santa; los festivales de la canción religiosa; los Ejercicios espirituales con los Padres de la Compañía de Jesús (Jesuitas); los programas de desarrollo personal EJE y ESCOJE; las vigilias de preparación para la gran fiesta de Pentecostés; los campamentos juveniles, las serenatas de fiestas patronales, y muchos otros.
Tomis fue con los jóvenes como el Buen Pastor, que conoce a sus ovejas y ellas lo conocen a él, porque valoraba su potencial y los encaminaba a ser los artífices y protagonistas de grandes proyectos mientras aprendían el valor de dar sin esperar nada a cambio. Siempre les exigió compromiso, con célebres frases como “Mueva la cosa hijito,” estimulando así su entusiasmo juvenil.

##### Consultorio Jurídico
Tomis tenía un cúmulo de experiencias, de tal suerte que, con relación al quehacer jurídico, sólo necesitaba el título de abogado, porque él sabía lo que se debía hacer cuando se trataba de defender los derechos de su gente a la que llamaba “Mi familia de Dios.”
En una pequeña sala de la parroquia y con una simple máquina de escribir, se atendían múltiples trámites legales para solucionar problemas de documentos, alimentos, contratos, propiedad, reclamos laborales, conflictos de orden familiar y otros asuntos penales.  El consultorio jurídico era atendido por bachilleres en Derecho y un abogado de oficio para casos especiales. De esa manera, se solucionaban los problemas legales rápidamente y con el menor costo, aunque muchas veces, Tomis asumía los gastos judiciales. En diferentes ocasiones su sola presencia ayudaba a resolver los casos, porque tenía muchos conocidos en las fuerzas policiales que, cuando él visitaba sus cuarteles, todos se apresuraban a saludarlo.

##### Caminando con los discapacitados
Hablar de las personas discapacitadas está relacionado con la igualdad de derechos, de oportunidades, de inclusión social y existen movimientos e instituciones que han logrado concientizar en la comunidad estos conceptos. No obstante, en las décadas de los `70 y `80 la situación de este segmento de personas era muy distinta y veían afectado su desarrollo personal, familiar, social, y profesional. Fiel al espíritu cristiano, Tomis no era indiferente a la situación de estas minorías, y no dudó en ser su asesor a través de la Fraternidad Cristiana de Personas con Discapacidad de Chiclayo, durante la década de los ochenta. 

Su solidaridad iba con acciones parroquiales concretas bajo el “Plan Pastoral de los Minusválidos,” con programas de apoyo y formación, orientados a reconocer y valorar sus capacidades. En el marco de dicho plan, se realizó el Censo Parroquial de Personas con Discapacidad, Jornadas de Motivación con las familias, la preparación para recibir los sacramentos y la conmemoración del 18 de octubre como el Día del Minusválido.
A nivel departamental, la lucha de Tomis por lograr la inclusión de estas personas fue fructífera, destacando su participación en la Fraternidad Cristiana de Enfermos de la Diócesis de Chiclayo, institución que agrupaba a las personas discapacitadas. Tomis solía decir: “Yo solo los acompaño en el caminar” pero su asesoría espiritual ayudó a muchos a descubrir sus otras fortalezas, como en los deportes en sillas de ruedas, y a fortalecer sus ganas de vivir.

##### Programa de Vacaciones Útiles
Mucho antes de que el estado peruano creara el Programa de Recuperación Académica para los alumnos desaprobados, Tomis instituyó las clases gratuitas para niños de 6 a 12 años, desde el nivel de Transición hasta 5.º de Primaria, que se dictaban durante las vacaciones de verano. Gracias a sus coordinaciones, las clases se dictaban en Chiclayo, en el CE 11023 del PJ José Olaya, Centro Educativo 11024, y en el Colegio Rosa Flores de Oliva de la Urbanización Quiñones, así como en el PJ Túpac Amaru.
En este proyecto estaban involucrados jóvenes universitarios, estudiantes de la Escuela Normal de Educación, profesores titulados, los clubes de madres, y hasta la Comandancia de la Fuerza Aérea del Perú que brindaba la movilidad para transportar a los niños a un paseo a la playa. 
Los padres de familia enviaban felices a sus hijos a las Vacaciones Útiles porque sabían que estarían aprovechando su tiempo mientras estaban protegidos de los peligros de las calles. 
Los voluntarios que apoyaron este proyecto atestiguan el serio compromiso de Tomis con la niñez, inclusive su preocupación cuando el desayuno gratuito para los niños, que se daba durante el recreo, se retrasaba.

##### Misa en televisión en vivo
Mucho antes de la explosión del “live-Broadcasting,” Tomis fue el primer sacerdote en Perú en transmitir en vivo la Santa Misa a través de la televisión. En Chiclayo, logró un espacio televisivo gratuito en América Televisión para celebrar la misa dominical dedicada a los enfermos. De esta manera, el mensaje de Tomis llegaba a muchos hospitales y hogares, más allá de los límites de su parroquia.  Desde el set de Canal 4, predicaba con tal pasión el mensaje de Cristo, pero a la vez con palabras muy sencillas, que las gentes que lo sintonizaban, -hasta donde llegaba la señal del canal- le entendían con claridad, a pesar de su inconfundible acento norteamericano. 

##### Festival de la Canción Religiosa
Para Tomis, la música era básica, indispensable para su pastoral, para animar a los grupos juveniles, para la iniciar la catequesis, las evangelizaciones, y todas las actividades y eventos parroquiales. Tomis supo que la música también era un instrumento digno de enriquecer y agrupar a los jóvenes. Por eso, en 1972 se instauraron los Festivales de la Canción Religiosa Juvenil durante el mes de septiembre, considerado el Mes de la Juventud. A la voz de "El que canta, ora dos veces," Tomis solía animar hasta a los más tímidos, y eso ayudó al progreso de los festivales durante 19 años consecutivos. 

El éxito de este festival, único en su género en el norte peruano, es que no solo congregó a jóvenes de su parroquia sino también a grupos musicales de diferentes colegios y parroquias del departamento de Lambayeque e incluso de la ciudad de Trujillo. Existe un repertorio de más de 500 composiciones con canciones que ensalzan el amor, la paz, la justicia, llenas de gratitud, amor y alabanza al Altísimo y a la Santísima Virgen María. Actualmente, se puede acceder a dos compilaciones de canciones ganadoras, a través de 32 tracks en SoundCloud.
Los ritmos van desde baladas románticas hasta alegres huaynos, logrando que muchas de esas canciones hayan pasado a ser parte del repertorio litúrgico de la Iglesia, y que se canten inclusive en iglesias cristianas no católicas. En esto, Tomis cumplía lo dicho en Jn 10:16 “También tengo otras ovejas que no son de este redil; aquéllas también debo traer, y oirán mi voz; y habrá un rebaño, y un pastor.”

##### Escultismo en Chiclayo
Gracias a la iniciativa de Tomis, en 1968 se estableció el primer grupo Scout en la ciudad de Chiclayo. Tomis reparó que la ciudad ofrecía muy pocos espacios sociales organizados que ayudaran a resolver las necesidades  de la niñez y juventud; y, recordando su infancia, la respuesta saltó a su vista: ¡Los Scouts!... 
Se formaron dos agrupaciones scouts, los tradicionales numerales 32 y 48, que junto al 62 de Lambayeque y al 65 del Colegio San Agustín, constituyeron la base del escultismo regional de aquellos tiempos. Para conquistar a los voluntarios en este proyecto, Tomis solía decir: “Son solamente dos horas a la semana que el Movimiento necesita de tí...” y así logró con éxito que los jóvenes se enrolaran y los dirigentes también.

##### Educando con Fe y Alegría
En 1980, Tomis se une al Movimiento de Fe y Alegría - Perú, así como a las Misioneras del Divino Maestro de España, para crear un colegio gratuito en uno de los asentamientos humanos más pobres de la zona norte de Chiclayo. Se proponen crear el Colegio Parroquial Fe y Alegría n.º 28, en la calle Huaman Poma, PJ. 9 de Octubre, para que atendiera niños de los pueblos recién formados en 9 de Octubre, Simón Bolívar, Cruz del Perdón y otros. P.Tomis pide la donación de terreno al Ministerio de Vivienda, la financiación del Banco Continental para empezar la construcción de 6 salones de clases, y donaciones de la diócesis de Bridgeport, US para habilitar las aulas con escritorios, sillas, y los equipos necesarios para que las Hermanas del Buen Pastor puedan dirigir la educación de esta población.
Actualmente, el Colegio Fe y Alegría educa a niños desde los 5 años de edad, en los tres niveles educativos, incluyendo primera y secundaria. 

##### Ministerios de Servicio
Por los años 80, la población parroquial había subido a más de 50 mil ciudadanos. Con su conocida frase “Si no vives para servir, no sirves para vivir”, Tomis instituye los Ministerios de Servicio, con responsabilidades específicas para sus integrantes de acuerdo a sus aptitudes y cualidades. Los Ministerios que se formaron fueron: de Evangelización, de Juventud, de Música, de Bien Social que incluía los consultorios médico y dental, consultorio Jurídico gratuito, comedores y otros), de Acólitos, de Enfermos, del Altísimo, de Catequesis, de Oración, de Formación Familiar, Pro Misiones, de Formación Educativa, de Liturgia, de Lectores, de Economía, y de Comunicación Social.

##### Capilla Verónica Stack
En 1983 fallece Verónica Stack, madre de Tomis, en Bridgeport, CT. En medio de su dolor, Tomis no olvida a los más pobres de su parroquia, por lo que en los funerales pide a los asistentes que todo el dinero destinado para la compra de arreglos florales sea donado a la construcción de un nuevo templo en uno de los pueblos recién creados en Chiclayo. Es así que a su retorno a Perú, se construye una hermosa capilla con torre de campanario, fachada blanca, y tejas de terracota, en el P.J Túpac Amaru, a la que se le da el nombre de Iglesia Verónica Stack Tomis, en honor a la madre que entregó a su hijo a la Iglesia y lo vio partir a tierras lejanas como misionero para llevar la palabra de Dios. 
Actualmente, la capilla forma parte de la Parroquia Nuestra Señora de Guadalupe de Chiclayo. 

##### Las Tres Cruces
Tomis tuvo la visión de crear sitios de peregrinación en los linderos de su parroquia y eligió el mejor símbolo de los cristianos: la Santísima Cruz. Así se fueron construyendo: 1) La Cruz de La Esperanza (en lo que conocíamos como el Cerro “La Vieja”); La Cruz del Perdón, (en el cerro ubicado en el asentamiento del mismo nombre, junto a la Urb. Las Brisas); y, la Cruz de la Juventud, en la intersección de las avenidas Pacífico y Zarumilla, en lo que inicialmente se denominó Parque Scout Juan Luis Rospigliosi.

##### Santuario Mariano
La anunciada llegada de Juan Pablo II a Perú en el año 1985 como Peregrino de la Paz y su declarada entrega a María ([Totus tuus]), iluminó el corazón mariano de Tomis para que concibiera la idea de hacer un Santuario para la Virgen María –Patrona de Chiclayo – donde puedan peregrinar los fieles.  Con el permiso y autorización del Obispo Mons. Orbegozo, la Parroquia Vianney inició la tarea de hacer realidad la imagen que sería ubicada en el cerro “Molino de viento” y consagrada como la “Virgen de la Paz” que “atenderá nuestras oraciones e intercederá ante su Hijo a fin de que mueva los corazones de los hombres y reflexionemos para que pueda reinar el amor en el mundo.” 
La idea de Tomis de hacer un Santuario a la Virgen fue enriquecida por Papa Juan Pablo II, quien en el momento de bendecir la imagen en Trujillo el 4 de febrero de 1986, pidió a Monseñor Orbegozo que se construyera el Santuario con un Monasterio de Religiosas para su cuidado. Esta petición se constituyó en un proyecto de la Diócesis en la que nuestro querido Tomis y su parroquia tuvieron una participación entusiasta encabezando las actividades de toda la feligresía chiclayana bajo el lema “Juntos lo haremos.” Hoy es realidad el Santuario Nuestra Señora de la Paz Archivado el 22 de septiembre de 2020 en Wayback Machine., ubicado entre la Vía de Evitamiento y Prolongación Av. Bolognesi, y es orgullo de los católicos en Chiclayo.

## Fallecimiento
Tomis nunca se quejó públicamente de enfermedad o dolencias. En uno de sus viajes a Norteamérica, sus amigos y familiares notaron que había perdido mucho peso y le preguntaron por su salud, a lo que él respondió: “Es que todavía no me acostumbro a la comida y al agua.” Cuando lo convencían de tomar vacaciones, muy pronto diría que “extrañaba” su parroquia y su tema de conversación volvía invariablemente a “las necesidades de Mi Familia de Dios” en Chiclayo. Sus hermanos sacerdotes de la Compañía de Jesús de Chiclayo (Jesuitas) y los de la Orden de San Agustín en Pimentel (Agustinos), le rogaban para que tomara descanso en su agitada labor, porque la diabetes ya hacía estragos fuertes en su visión y no le permitían caminar bien. 
Para las fiestas de San Pedro y San Pablo de 1986, Tomis sufrió dos paros cardíacos y falleció el 29 de junio de 1986, a los 60 años de edad.
Por la demanda de su pueblo y por la decisión del obispo de Chiclayo, a Tomis se le dio un entierro público y lloroso. Más de 20,000 personas estuvieron presentes en los funerales de Tomis, el 3 de julio de 1986. Las banderas estuvieron a media asta, se cerraron las escuelas, y el tráfico fue bloqueado para darle el adiós. Los titulares de los diarios reportaban: “Chiclayo de duelo”, “Una ausencia que se deja sentir,” “Vivió como Santo y se fue,” “Mensajero del Cristianismo auténtico,” “Monseñor de los pobres,” “Un gran intercesor en el cielo,” “Vivió imitando a Cristo,” resaltando las cualidades de un sacerdote excepcional.
Los restos mortales de Monseñor Tomis se encuentran en un sarcófago debajo de la estatua del santo patrón, El cura de Ars, en la Parroquia San Juan María Vianney, en respuesta a su pedido de ser "enterrado con mi pueblo”.

## Honores recibidos
- 1979. Prelado de Honor de su Santidad. Tomis fue nombrado Prelado de Honor por Papa Juan Pablo II, por su liderazgo en convertir la parroquia SJMV una de las parroquias modelo de Perú.
- 1980. Monseñor. Mons. Ignacio María Orbegozo, obispo de la Diócesis de Chiclayo, impuso la biretta a Tomis en su investidura como Prelado de Honor, con el título de Monseñor.
- 1984. Hombre del Año. Por voto popular y a través de elecciones organizadas por el Diario La Industria de Chiclayo fue elegido “Hombre del Año del Departamento de Lambayeque”.[14] La premiación fue hecha con medalla de honor entregada por el burgomaestre de la ciudad, Dr. Guillermo Baca Aguinaga.

## Legado
En el año de su fallecimiento, 1986, el Municipio de Chiclayo hace un homenaje póstumo a Tomis, colocando el nombre de Avenida Juan Tomis Stack en reemplazo de la Av. Pacífico, que conecta Chiclayo con distrito de Pimentel.
Instituciones que llevan su nombre:
- El Grupo Scout Chiclayo Oeste 32, Monseñor Juan Tomis Stack.
- Institution Educativa Centro Especial Juan Tomis Stack; Chambac, distrito de Santa Cruz, Cajamarca, Perú.
- Institución Educativa 10042: Monseñor Juan Tomis Stack, Pueblo Joven Túpac Amaru - Chiclayo, Perú
- Polideportivo Juan Tomis Stack - Av.Belaúnde con Panamericana Norte, Chiclayo, Perú

Poblaciones con su nombre:
- Habilitación Urbana Popular Padre Juan Tomis Stack, San José, Chiclayo, Perú.
- Urb. Juan Tomis Stack, Carretera a San José, Chiclayo, Perú

## En la cultura popular
- “Oh, My” Composición musical creada por los jóvenes para celebrar la armoniosa amistad con un sacerdote que sabía escucharlos y mostrarles el camino hacia Dios. La letra contiene una expresión muy propia de Tomis: “Oh My!” cuya traducción al español sería: ¡Oh, mi Dios!
- “Ven, únete al Canto”. CD.  Compilación de 17 canciones ganadoras de los Festivales de la Canción Religiosa juvenil de la parroquia SJMV.
- “Oh My!” CD. Compilación de 15 canciones litúrgicas, himnos, y palabras de Tomis, grabadas para SoundCloud.
- Amigos de Padre Juan Tomis Stack. Red social. Grupo público creado bajo la plataforma de Facebook, formado por seguidores de Tomis en todo el mundo, que desean perpetuar sus enseñanzas y ejemplo[15]
- “Bridgeport's Perú.”[16] enero de 1987. Libro en que se detalla el proyecto misionero de la Diócesis de Bridgeport, CT, y el trabajo de sus sacerdotes en Perú.
- “Mi Familia de Dios.”[17] junio de 2011. (18) Revista por los 25 años del fallecimiento de Tomis.
- “El que no vive para servir, no sirve para vivir.”[18] marzo de 2019. Reportaje del Diario La Industria de Chiclayo a los Amigos de Padre Juan Tomis.